# Icland, Mureș
Icland (în maghiară Ikland) este un sat în comuna Ernei din județul Mureș, Transilvania, România.

## Istoric
Prima atestare documentară a localității Icland datează din anul 1566 sub denumirea de „Iklánd”.
Pe Harta Iosefină a Transilvaniei din 1769-1773 (Sectio 128), localitatea a apărut sub numele de „Ikland”. 